# AFI 선정 100대 영화 (10주년 기념판)
AFI 선정 100대 영화 - 10주년 에디션은 2007년 발표된 1998년 미국 영화 연구소(AFI)의 AFI 선정 100대 영화의 갱신된 판본이다.

## 기준
AFI는 심사위원들에게 선정 과정에서 다음 기준을 고려하도록 요청했다.
- 장편 영화: 일반적으로 60분 이상 길이의 서사 형식.
- 미국 영화: 영어 사용 영화로, 미국에서 상당한 창작 및 재정적 제작이 이루어진 영화. (목록의 여러 영화는 영국에서 제작되었지만 미국 스튜디오의 자금 지원을 받았다. 여기에는 아라비아의 로렌스, 콰이강의 다리, 시계태엽 오렌지 등이 포함된다.)
- 비평적 인정: 인쇄 매체, 텔레비전, 디지털 미디어에서의 공식적인 표창.
- 주요 수상작: 동료 그룹, 비평가, 길드, 주요 영화제 등 경쟁 행사에서의 인정.
- 시간 경과에 따른 인기: 박스 오피스 성공, 텔레비전 및 케이블 방영, DVD/VHS 판매 및 대여 포함.
- 역사적 중요성: 선구적인 서사 장치, 기술 혁신 또는 기타 획기적인 업적을 통해 움직이는 이미지 역사에 남긴 영화의 흔적.
- 문화적 영향: 스타일과 내용 면에서 미국 사회에 남긴 영화의 흔적.

## 목록
| 순위 | 10주년 목록 (2007년)            | 감독                                 | 연도 | 제작사                                                                           | 1998년 대비 변화 |
| ---- | ------------------------------- | ------------------------------------ | ---- | -------------------------------------------------------------------------------- | ---------------- |
| 1.   | 시민 케인                       | 오슨 웰스                            | 1941 | Mercury Productions, RKO 픽처스                                                  | 보합             |
| 2.   | 대부                            | 프랜시스 포드 코폴라                 | 1972 | 파라마운트 픽처스, Alfran Productions                                            | 1                |
| 3.   | 카사블랑카                      | 마이클 커티즈                        | 1942 | 워너 브라더스                                                                    | 1                |
| 4.   | 성난 황소                       | 마틴 스코세이지                      | 1980 | Chartoff-Winkler Productions                                                     | 20               |
| 5.   | 사랑은 비를 타고                | 진 켈리, 스탠리 도넌                 | 1952 | 메트로 골드윈 메이어                                                             | 5                |
| 6.   | 바람과 함께 사라지다            | 빅터 플레밍                          | 1939 | Selznick International Pictures                                                  | 2                |
| 7.   | 아라비아의 로렌스               | 데이비드 린                          | 1962 | Horizon Pictures                                                                 | 2                |
| 8.   | 쉰들러 리스트                   | 스티븐 스필버그                      | 1993 | 앰블린 엔터테인먼트                                                              | 1                |
| 9.   | 현기증                          | 앨프리드 히치콕                      | 1958 | 앨프레드 J. 히치콕 프로덕션                                                      | 52               |
| 10.  | 오즈의 마법사                   | 빅터 플레밍                          | 1939 | 메트로 골드윈 메이어                                                             | 4                |
| 11.  | 시티 라이트                     | 찰리 채플린                          | 1931 | Charles Chaplin Productions                                                      | 65               |
| 12.  | 수색자                          | 존 포드                              | 1956 | C. V. Whitney Pictures                                                           | 84               |
| 13.  | 스타워즈                        | 조지 루카스                          | 1977 | 루카스필름                                                                       | 2                |
| 14.  | 싸이코                          | 앨프리드 히치콕                      | 1960 | Shamley Productions                                                              | 4                |
| 15.  | 2001: 스페이스 오디세이         | 스탠리 큐브릭                        | 1968 | 메트로 골드윈 메이어                                                             | 7                |
| 16.  | 선셋 대로                       | 빌리 와일더                          | 1950 | 파라마운트 픽처스                                                                | 4                |
| 17.  | 졸업                            | 마이크 니컬스                        | 1967 | Lawrence Turman                                                                  | 10               |
| 18.  | 제너럴                          | 버스터 키턴, Clyde Bruckman          | 1926 | Buster Keaton Productions                                                        | 신규             |
| 19.  | 워터프론트                      | 엘리아 카잔                          | 1954 | Horizon-American Pictures                                                        | 11               |
| 20.  | 멋진 인생                       | 프랭크 캐프라                        | 1946 | Liberty Films                                                                    | 9                |
| 21.  | 차이나타운                      | 로만 폴란스키                        | 1974 | Long Road Productions                                                            | 2                |
| 22.  | 뜨거운 것이 좋아                | 빌리 와일더                          | 1959 | Ashton Productions, The Mirisch Company                                          | 8                |
| 23.  | 분노의 포도                     | 존 포드                              | 1940 | 20th Century-Fox                                                                 | 2                |
| 24.  | E.T.                            | 스티븐 스필버그                      | 1982 | 유니버설 픽처스, 앰블린 엔터테인먼트                                             | 1                |
| 25.  | 알라바마 이야기                 | 로버트 멀리건                        | 1962 | Pakula-Mulligan Productions, Brentwood Productions                               | 9                |
| 26.  | 스미스씨 워싱턴에 가다          | 프랭크 캐프라                        | 1939 | 컬럼비아 픽처스                                                                  | 3                |
| 27.  | 하이 눈                         | 프레드 진네만                        | 1952 | Stanley Kramer Productions                                                       | 6                |
| 28.  | 이브의 모든 것                  | 조지프 L. 맹키위츠                   | 1950 | 20th Century-Fox                                                                 | 12               |
| 29.  | 이중 배상                       | 빌리 와일더                          | 1944 | 파라마운트 픽처스                                                                | 9                |
| 30.  | 지옥의 묵시록                   | 프랜시스 포드 코폴라                 | 1979 | 옴니 조에트로프                                                                  | 2                |
| 31.  | 말타의 매                       | 존 휴스턴                            | 1941 | 워너 브라더스                                                                    | 8                |
| 32.  | 대부 2                          | 프랜시스 포드 코폴라                 | 1974 | The Coppola Company                                                              | 보합             |
| 33.  | 뻐꾸기 둥지 위로 날아간 새      | 밀로스 포만                          | 1975 | Fantasy Films                                                                    | 13               |
| 34.  | 백설 공주와 일곱 난쟁이         | 데이비드 핸드                        | 1937 | 월트 디즈니 픽처스                                                               | 15               |
| 35.  | 애니 홀                         | 우디 앨런                            | 1977 | 유나이티드 아티스츠                                                              | 4                |
| 36.  | 콰이강의 다리                   | 데이비드 린                          | 1957 | Horizon-American Pictures                                                        | 23               |
| 37.  | 우리 생애 최고의 해             | 윌리엄 와일러                        | 1946 | Samuel Goldwyn Productions                                                       | 보합             |
| 38.  | 시에라 마드레의 황금            | 존 휴스턴                            | 1948 | 워너 브라더스                                                                    | 8                |
| 39.  | 닥터 스트레인지러브             | 스탠리 큐브릭                        | 1964 | Hawk Films, Polaris Productions                                                  | 13               |
| 40.  | 사운드 오브 뮤직                | 로버트 와이즈                        | 1965 | Argyle Enterprises, 20th Century-Fox                                             | 15               |
| 41.  | 킹콩                            | 메리언 C. 쿠퍼, Ernest B. Schoedsack | 1933 | RKO 픽처스                                                                       | 2                |
| 42.  | 우리에게 내일은 없다            | 아서 펜                              | 1967 | Tatira-Hiller Productions                                                        | 15               |
| 43.  | 미드나잇 카우보이               | 존 슐레진저                          | 1969 | 제롬 헬먼 프로덕션                                                               | 7                |
| 44.  | 필라델피아 스토리               | 조지 큐커                            | 1940 | 메트로 골드윈 메이어                                                             | 7                |
| 45.  | 셰인                            | 조지 스티븐스                        | 1953 | 파라마운트 픽처스                                                                | 24               |
| 46.  | 어느 날 밤에 생긴 일            | 프랭크 캐프라                        | 1934 | 컬럼비아 픽처스                                                                  | 11               |
| 47.  | 욕망이라는 이름의 전차          | 엘리아 카잔                          | 1951 | 워너 브라더스, Charles K. Feldman Productions                                    | 2                |
| 48.  | 이창                            | 앨프리드 히치콕                      | 1954 | 파라마운트 픽처스, Patron                                                        | 6                |
| 49.  | 인톨러런스                      | 데이비드 와크 그리피스               | 1916 | D.W. Griffith, Wark Producing                                                    | 신규             |
| 50.  | 반지의 제왕: 반지 원정대        | 피터 잭슨                            | 2001 | 뉴 라인 시네마, WingNut Films                                                    | 신규             |
| 51.  | 웨스트 사이드 스토리            | 제롬 로빈스, 로버트 와이즈           | 1961 | Beta Productions, The Mirisch Company, Seven Arts Productions, B & P Enterprises | 10               |
| 52.  | 택시 드라이버                   | 마틴 스코세이지                      | 1976 | B & P Enterprises, Italo-Judeo                                                   | 5                |
| 53.  | 디어 헌터                       | 마이클 치미노                        | 1978 | EMI                                                                              | 26               |
| 54.  | 매시                            | 로버트 올트먼                        | 1970 | Aspen Productions                                                                | 2                |
| 55.  | 북북서로 진로를 돌려라          | 앨프리드 히치콕                      | 1959 | 메트로 골드윈 메이어                                                             | 15               |
| 56.  | 죠스                            | 스티븐 스필버그                      | 1975 | 유니버설 픽처스, Zanuck/Brown Company                                            | 8                |
| 57.  | 록키                            | 존 G. 아빌드센                       | 1976 | Chartoff/Winkler Productions                                                     | 21               |
| 58.  | 황금광 시대                     | 찰리 채플린                          | 1925 | Charles Chaplin Productions                                                      | 16               |
| 59.  | 내쉬빌                          | 로버트 올트먼                        | 1975 | ABC Entertainment                                                                | 신규             |
| 60.  | 식은 죽 먹기                    | 리오 매케리                          | 1933 | 파라마운트 프로덕션 Inc.                                                         | 25               |
| 61.  | 설리반의 여행                   | 프레스턴 스터지스                    | 1941 | 파라마운트 픽처스                                                                | 신규             |
| 62.  | 청춘 낙서                       | 조지 루카스                          | 1973 | Coppola Co., 루카스필름                                                          | 15               |
| 63.  | 카바레                          | 밥 포시                              | 1972 | ABC 픽처스                                                                       | 신규             |
| 64.  | 네트워크                        | 시드니 루멧                          | 1976 | 메트로 골드윈 메이어                                                             | 2                |
| 65.  | 아프리카의 여왕                 | 존 휴스턴                            | 1951 | Horizon Enterprises, Romulus Films                                               | 48               |
| 66.  | 레이더스                        | 스티븐 스필버그                      | 1981 | 루카스필름                                                                       | 6                |
| 67.  | 누가 버지니아 울프를 두려워하랴 | 마이크 니컬스                        | 1966 | Chenault Productions, 워너 브라더스                                              | 신규             |
| 68.  | 용서받지 못한 자                | 클린트 이스트우드                    | 1992 | 말파소 컴퍼니                                                                    | 30               |
| 69.  | 투씨                            | 시드니 폴락                          | 1982 | Mirage Enterprises, Punch Productions, 컬럼비아 픽처스, Delphi Productions       | 7                |
| 70.  | 시계태엽 오렌지                 | 스탠리 큐브릭                        | 1971 | Polaris Productions, Hawk Films                                                  | 24               |
| 71.  | 라이언 일병 구하기              | 스티븐 스필버그                      | 1998 | 앰블린 엔터테인먼트, Mutual Film Company                                         | 신규             |
| 72.  | 쇼생크 탈출                     | 프랭크 다라본트                      | 1994 | 캐슬 록 엔터테인먼트                                                             | 신규             |
| 73.  | 내일을 향해 쏴라                | 조지 로이 힐                         | 1969 | Campanile Productions                                                            | 23               |
| 74.  | 양들의 침묵                     | 조너선 데미                          | 1991 | Strong Heart Productions                                                         | 9                |
| 75.  | 밤의 열기 속으로                | 노먼 주이슨                          | 1967 | 미리쉬 코퍼레이션                                                                | 신규             |
| 76.  | 포레스트 검프                   | 로버트 저메키스                      | 1994 | The Tisch Company                                                                | 5                |
| 77.  | 모두가 대통령의 사람들          | 앨런 J. 퍼쿨러                       | 1976 | 와일드우드 엔터프라이즈                                                          | 신규             |
| 78.  | 모던 타임스                     | 찰리 채플린                          | 1936 | Charles Chaplin Film Corp.                                                       | 3                |
| 79.  | 와일드 번치                     | 샘 페킨파                            | 1969 | Phil Feldman Productions, Warner Bros.-Seven Arts                                | 1                |
| 80.  | 아파트 열쇠를 빌려드립니다      | 빌리 와일더                          | 1960 | The Mirisch Company                                                              | 13               |
| 81.  | 스파르타쿠스                    | 스탠리 큐브릭                        | 1960 | Bryna Productions, 유니버설-인터내셔널 픽처스                                    | 신규             |
| 82.  | 선라이즈                        | 프리드리히 빌헬름 무르나우           | 1927 | 폭스 필름                                                                        | 신규             |
| 83.  | 타이타닉                        | 제임스 카메론                        | 1997 | 파라마운트 픽처스, 20th Century-Fox, 라이트스톰 엔터테인먼트                     | 신규             |
| 84.  | 이지 라이더                     | 데니스 호퍼                          | 1969 | The Pando Company, Raybert Productions                                           | 4                |
| 85.  | 오페라의 밤                     | 샘 우드                              | 1935 | 메트로 골드윈 메이어                                                             | 신규             |
| 86.  | 플래툰                          | 올리버 스톤                          | 1986 | Hemdale Film Corporation                                                         | 3                |
| 87.  | 12인의 성난 사람들              | 시드니 루멧                          | 1957 | Orion-Nova Productions                                                           | 신규             |
| 88.  | 베이비 길들이기                 | 하워드 호크스                        | 1938 | RKO 픽처스                                                                       | 9                |
| 89.  | 식스 센스                       | M. 나이트 샤말란                     | 1999 | 할리우드 픽처스, Spyglass Entertainment, The Kennedy/Marshall Company            | 신규             |
| 90.  | 스윙 타임                       | 조지 스티븐스                        | 1936 | RKO 픽처스                                                                       | 신규             |
| 91.  | 소피의 선택                     | 앨런 J. 퍼쿨러                       | 1982 | ITC Entertainment, Marble Arch Productions                                       | 신규             |
| 92.  | 좋은 친구들                     | 마틴 스코세이지                      | 1990 | 워너 브라더스, Irwin Winkler Productions                                         | 2                |
| 93.  | 프렌치 커넥션                   | 윌리엄 프리드킨                      | 1971 | D'Antoni Productions                                                             | 23               |
| 94.  | 펄프 픽션                       | 쿠엔틴 타란티노                      | 1994 | A Band Apart, Jersey Films                                                       | 1                |
| 95.  | 마지막 영화관                   | 피터 보그다노비치                    | 1971 | BBS Productions                                                                  | 신규             |
| 96.  | 똑바로 살아라                   | 스파이크 리                          | 1989 | 40 Acres & A Mule Filmworks                                                      | 신규             |
| 97.  | 블레이드 러너                   | 리들리 스콧                          | 1982 | The Ladd Company, 런런 쇼                                                        | 신규             |
| 98.  | 성조기의 행진                   | 마이클 커티즈                        | 1942 | 워너 브라더스                                                                    | 2                |
| 99.  | 토이 스토리                     | 존 래시터                            | 1995 | 픽사, 월트 디즈니 픽처스                                                         | 신규             |
| 100. | 벤허                            | 윌리엄 와일러                        | 1959 | 메트로 골드윈 메이어                                                             | 28               |

### 원본 목록의 변경 사항
1998년 목록에 있었던 다음 영화들은 2007년 목록에서 제외되었다.
- 39. 닥터 지바고 (1965)
- 44. 국가의 탄생 (1915)
- 52. 지상에서 영원으로 (1953)
- 53. 아마데우스 (1984)
- 54. 서부 전선 이상 없다 (1930)
- 57. 제3의 사나이 (1949)
- 58. 환타지아 (1940)
- 59. 이유 없는 반항 (1955)
- 63. 역마차 (1939)
- 64. 미지와의 조우 (1977)
- 67. 맨츄리안 켄디데이트 (1962)
- 68. 파리의 미국인 (1951)
- 73. 폭풍의 언덕 (1939)
- 75. 늑대와 춤을 (1990)
- 82. 자이언트 (1956)
- 84. 파고 (1996)
- 86. 바운티 호의 반란 (1935)
- 87. 프랑켄슈타인 (1931)
- 89. 패튼 대전차 군단 (1970)
- 90. 재즈 싱어 (1927)
- 91. 마이 페어 레이디 (1964)
- 92. 젊은이의 양지 (1951)
- 99. 초대받지 않은 손님 (1967)

추가된 영화는 다음과 같다.
- 18. 제너럴 (1926)
- 49. 인톨러런스 (1916)
- 50. 반지의 제왕: 반지 원정대 (2001)
- 59. 내쉬빌 (1975)
- 61. 설리반의 여행 (1941)
- 63. 카바레 (1972)
- 67. 누가 버지니아 울프를 두려워하랴 (1966)
- 71. 라이언 일병 구하기 (1998)
- 72. 쇼생크 탈출 (1994)
- 75. 밤의 열기 속으로 (1967)
- 77. 모두가 대통령의 사람들 (1976)
- 81. 스파르타쿠스 (1960)
- 82. 선라이즈 (1927)
- 83. 타이타닉 (1997)
- 85. 오페라의 밤 (1935)
- 87. 12인의 성난 사람들 (1957)
- 89. 식스 센스 (1999)
- 90. 스윙 타임 (1936)
- 91. 소피의 선택 (1982)
- 95. 마지막 영화관 (1971)
- 96. 똑바로 살아라 (1989)
- 97. 블레이드 러너 (1982)
- 99. 토이 스토리 (1995)

- 목록에 남아있는 77편의 영화 중 36편은 순위가 올랐고, 38편은 순위가 하락했으며, 시민 케인, 대부 2, 우리 생애 최고의 해는 순위 변동이 없었다.
- 수색자는 96위에서 12위로 올라 가장 높은 순위 상승을 보였다. 제외되지 않은 영화 중 가장 큰 폭으로 하락한 영화는 아프리카의 여왕으로, 17위에서 65위로 떨어졌다.
- 목록에서 제외된 가장 오래된 영화는 44위였던 데이비드 와크 그리피스의 국가의 탄생 (1915)이다. 추가된 가장 오래된 영화는 그리피스의 인톨러런스 (1916) (49위)이다.
- 가장 최근에 제외된 영화는 파고 (1996)이며, 가장 최근에 추가된 영화는 반지의 제왕: 반지 원정대 (2001)로, 1999년 이후 목록에 포함된 유일한 영화이기도 하다.
- 가장 높은 순위에 추가된 영화는 18위의 제너럴이다. 가장 높은 순위에서 제외된 영화는 닥터 지바고 (39위)였다.
- 마르크스 형제가 출연한 식은 죽 먹기는 25계단 상승하여 60위를 차지했다. 85위는 마르크스 형제가 출연한 또 다른 영화인 오페라의 밤으로 대체되었다.
- 영화 중 73편이 아카데미상 작품상 후보에 올랐다. 28편이 수상했으며, 여기에는 제1회 아카데미상 시상식에서만 수여되었던 '특별하고 예술적인 작품상'을 수상한 선라이즈 (1927)가 포함된다. 원본 목록에는 아카데미 작품상 후보작 75편과 수상작 33편이 있었다.
- 2007년 목록에서 상위 10개 영화 중 8편이 아카데미 작품상 후보에 올랐으며, 5편이 수상했다. 원본 목록에서는 상위 10개 영화 중 9편이 후보에 올랐고, 6편이 수상했다.
- 각 목록에 두 편의 애니메이션 영화가 포함되어 있다. 1998년에는 백설 공주와 일곱 난쟁이가 49위, 환타지아가 58위였다. 백설 공주는 2007년에 34위로 상승했지만, 환타지아는 제외되었고 토이 스토리가 99위에 추가되었다. 세 편은 월트 디즈니 컴퍼니에서 제작했으며, 토이 스토리는 월트 디즈니 스튜디오와 픽사의 공동 제작으로, 토이 스토리는 양쪽 목록에서 유일한 픽사 영화이다.

## 감독 순위
5편
- 스티븐 스필버그. 스필버그는 원본 목록에서도 5편의 영화를 올렸지만, 《미지와의 조우》가 제외되고 《라이언 일병 구하기》가 추가되었다.

4편
- 앨프리드 히치콕
- 스탠리 큐브릭
- 빌리 와일더

3편
- 프랭크 캐프라
- 찰리 채플린
- 프랜시스 포드 코폴라
- 존 휴스턴
- 마틴 스코세이지

2편
- 로버트 올트먼
- 마이클 커티즈
- 빅터 플레밍
- 존 포드
- 엘리아 카잔
- 데이비드 린
- 조지 루카스
- 시드니 루멧
- 마이크 니컬스
- 앨런 J. 퍼쿨러
- 조지 스티븐스
- 로버트 와이즈
- 윌리엄 와일러

## 방영
미국 영화 연구소(AFI)의 에미상 수상작인 AFI 100년 시리즈의 이번 편은 2007년 6월 20일 CBS에서 방영된 3시간짜리 텔레비전 행사에서 영화 순위를 발표했다. 진행은 아카데미상 수상 배우 모건 프리먼이 맡았다. 이 프로그램은 고전적인 인기작과 1997년부터 2005년까지 개봉된 새로 자격이 되는 영화들을 고려했다. 이 특별 프로그램은 두 개의 에미상 후보에 올랐다.

## 같이 보기
- AFI's 10 Top 10
- 최고로 꼽히는 영화 목록